# Come Bugs Bunny conquistò il West
Come Bugs Bunny conquistò il West (How Bugs Bunny Won the West) è uno speciale televisivo d'animazione di montaggio diretto da Hal Geer, trasmesso sulla CBS il 15 novembre 1978. Lo speciale è composto da spezzoni di sei cortometraggi Looney Tunes e Merrie Melodies, uniti da una narrazione dell'attore Denver Pyle che compare anche in alcuni intermezzi in live action. Diversamente da speciali Looney Tunes precedenti come Bunny e le uova pasquali e Bugs Bunny e la festa di Halloween che contenevano varie scene di raccordo, per Come Bugs Bunny conquistò il West la DePatie-Freleng Enterprises realizzò nuove animazioni quasi esclusivamente per le sequenze di apertura e chiusura.

## Trama
Dal set di un film western, Denver Pyle racconta di come Bugs Bunny si è fatto largo nel tentacolare e combattivo West, usando la sua astuzia, le sue battute e i suoi piani folli. Arrivato a San Francisco all'alba della corsa all'oro del 1849, Bugs è un sempliciotto fortunato la cui zampa diviene un amuleto al tavolo da gioco. Le sue vincite lo portano nei campi d'oro della California, dove la sua fortuna continua nonostante una serie di complotti per batterlo in astuzia, orditi dai perfidi cercatori Yosemite Sam e Daffy Duck. In parodie della frontiera, Bugs e gli altri personaggi sono coinvolti in un classico scontro da bar, una strampalata sparatoria, una rapina al treno e varie disavventure e inseguimenti prima che il West possa dirsi conquistato.

## Cortometraggi utilizzati
I cortometraggi utilizzati per produrre lo speciale sono, nell'ordine:
- Oro 18 carote (1956)
- Corsa all'oro (1952)
- Acqua preziosa (1963)
- Pietre dipinte (1959)
- Laggiù nel selvaggio West (1959) – prima parte[2]
- Daffy sceriffo (1951)
- Laggiù nel selvaggio West – seconda parte

## Personaggi e doppiatori
| Personaggio               | Doppiatore originale | Doppiatore italiano                          |
| ------------------------- | -------------------- | -------------------------------------------- |
| Bugs Bunny                | Mel Blanc            | Willy Moser                                  |
| Yosemite Sam              | Mel Blanc            | Armando Bandini                              |
| Daffy Duck                | Mel Blanc            | Franco Latini                                |
| Porky Pig                 | Mel Blanc            | Massimo Rossi                                |
| Blacque Jacque Shellacque | Mel Blanc            | Vittorio Di Prima                            |
| Nasty Canasta             | Mel Blanc            | Vittorio Di Prima                            |
| Denver Pyle               |                      | Sandro Pellegrini Massimo Rossi (narrazioni) |

## Edizione italiana
L'edizione italiana dello speciale fu trasmessa su Rete 1 il 23 ottobre 1981; il doppiaggio fu eseguito dalla Mops Film e diretto da Willy Moser. Denver Pyle ha due doppiatori differenti: nelle scene in cui compare di persona è doppiato da Sandro Pellegrini, mentre in quelle in cui fa da narratore fuori campo è sostituito da Massimo Rossi.

## Edizioni home video
Lo speciale fu distribuito in VHS in America del Nord nel 1993. Fu poi inserito nel secondo DVD-Video della raccolta The Essential Bugs Bunny, uscita il 12 ottobre 2010, e nel DVD Looney Tunes Parodies Collection, uscito il 4 febbraio 2020.